# 敖市镇
敖市镇，是中华人民共和国贵州省黔东南苗族侗族自治州黎平县下辖的一个乡镇级行政单位。

## 行政区划
敖市镇下辖以下地区：
敖市社区、敖市村、秦溪村、八开村、寨崩村、果吉村、应样村、三多村、梧寨村、欧家团村、蒙村、新寨屯村、上岑罗村和洞寨村。